# Lijst van invasies
Lijst van invasies (chronologisch)
Zie ook:

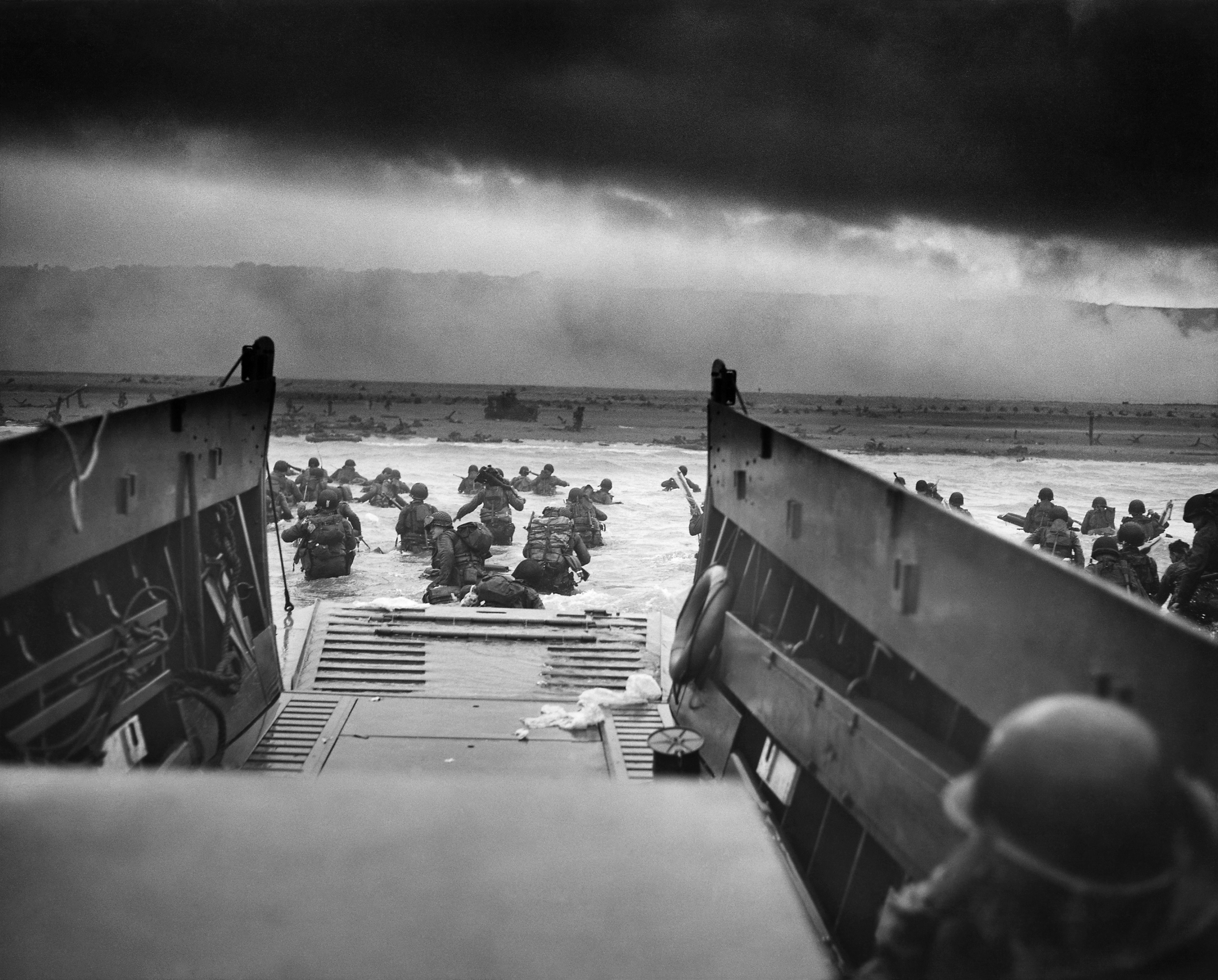
Landing in Normandië

- Lijst van zeeslagen (chronologisch)
- Lijst van veldslagen (chronologisch)

## 5e eeuw v.Chr.
- 431 v.Chr. - Invasie van Athene

## 1e eeuw
- 43 - Invasie van Brittannië

## 11e eeuw
- 1066, 16 oktober - Invasie van Engeland
- 1097, 21 oktober - Invasie van Antiochië

## 16e eeuw
- 1515 - Slag bij Marignano
- 1568 - Oranjes eerste invasie
- 1572 - Oranjes tweede invasie

## 17e eeuw
- 1609 - Invasie van Rusland
- 1672, april - Invasie van Nederland
- 1688, 10 december - Invasie van Engeland

## 18e eeuw
- 1718 - Invasie van Sicilië
- 1756, 7 mei -Invasie van Bohemen
- 1756, 15 mei - Invasie van Saksen

## 19e eeuw
- 1808 - Invasie van Portugal
- 1812, 24 juni - Invasie van Rusland
- 1821, 25 maart - Invasie van Griekenland
- 1831, 10 augustus - Invasie van België
- 1846, 25 april - Invasie van Mexico
- 1853 - Invasie van de Krim
- 1861, 8 december - Invasie van Mexico
- 1877 - Invasie van Turkije
- 1879 - Invasie van Bolivia
- 1894 - Invasie van Korea
- 1899 - Invasie van de Filipijnen
- 1899 - Invasie van China

## 20e eeuw

### 1900-1914
- 1912 22 september - Invasie van Tripolitanië

### Eerste Wereldoorlog
- 1915 19 februari - Invasie van Gallipoli

### Tweede Wereldoorlog
- 1939 7 april - Italiaanse invasie van Albanië
- 1939 1 september - Invasie van Polen
- 1940 9 april - Invasie van Denemarken en Noorwegen
- 1940 10 mei - Invasie van Nederland
- 1940 10 mei - Invasie van België
- 1940 10 mei - Invasie van Frankrijk
- 1941 10 mei - Invasie van Kreta
- 1941 22 juni - Invasie van de Sovjet-Unie
- 1942 7 augustus - Invasie van Guadalcanal
- 1942 19 augustus - Invasie van Dieppe
- 1942 8 november - Invasie van Noord-Afrika
- 1943 10 juli - Invasie van Sicilië
- 1944 22 januari - Invasie van Anzio
- 1944 6 juni - Invasie van Normandië
- 1945 16 februari - Invasie van Iwo Jima
- 1945 1 april - Invasie van Okinawa

### 1945-1999
- 1956 3 november - Russische inval in Hongarije.
- 1963 17 april - Invasie van de Varkensbaai
- 1968 - Inval van het Warschaupact in Tsjecho-Slowakije
- 1978 24 december - Invasie van Afghanistan
- 1982 - Invasie van de Falklandeilanden
- 1989 20 december - Invasie van Panama
- 1989 - Invasie van Liberia
- 1990 - Invasie van Kuweit

## 21e eeuw
- 2001 7 oktober - Invasie van Afghanistan
- 2003 20 maart - Invasie van Irak
- 2022 24 februari - Invasie van Oekraïne